# Ciudadela (Buenos Aires)
 For alternative betydninger, se Ciudadela (flertydig). (Se også artikler, som begynder med Ciudadela)
Ciudadela er en by og en jernbanestation i Gran Buenos Aires i provinsen Buenos Aires, Argentina. Den ligger i Tres de Febrero Partido, umiddelbart direkte vest for kvarteret Liniers i Buenos Aires-by. Den er adskilt fra byen General Paz.